# Pereira (Colombie)
Pour les articles homonymes, voir Pereira.
Pereira (anciennement Antiguo Cartago) est la capitale du département de Risaralda et de la région du café Eje cafetero en Colombie. Elle a été fondée le 30 août 1863 par Francisco Pereira Martínez (es). En 2004, elle compte 576 329 habitants, et un million d'habitants dans sa zone métropolitaine (Pereira, Dosquebradas et La Virginia).

## Géographie

### Localisation
En 2004, Pereira et sa région métropolitaine occupent un territoire de 700 km2.
Son territoire, baigné par les bassins des cours d'eau suivants : Cauca, Otún, La Vieja, Consota et Barbas, est délimité par une série d'écosystèmes stratégiques qui s'étendent des terres fertiles des vallées du Risaralda et du Cauca à l'ouest au parc naturel montagneux à l'est et à la région du Quindío au sud, où la culture du café est très répandue. La ville est située à une altitude de 1 411 mètres.

### Voies de communication et transports
L'aéroport international Matecaña a été construit entre 1944 et 1946 puis inauguré officiellement le 7 août 1947. Il dessert des destinations nationales et internationales.

## Histoire
Les premiers peuplements remontent à l'époque précolombienne. La zone était habitée par des tribus appartenant aux cultures quimbaya et pijao, très connues pour leur orfèvrerie. Dans cette région, le maréchal Jorge Robledo fonde la cité de Cartago le 9 août 1540 mais, à cause du harcèlement des Pijaos ou pour des raisons économiques, la ville est déplacée à son emplacement actuel en 1691. La région retourne ensuite à l'état naturel et la ville est recouverte par la végétation.
Le 24 août 1863, Remigio Antonio Cañarte et Jesús María Hormaza Niño retournent sur les ruines de l'ancienne Cartago et construisent quelques cabanes qui sont bénites le 30 août suivant. La ville garde le nom de Cartago Antiguo pendant six ans avant de prendre son nom actuel en l'honneur de Francisco Pereira Martínez. Ce dernier avait trouvé refuge dans la zone avec son frère Manuel Pereira après la déroute des troupes de Simón Bolívar lors de la bataille de Cachirí et émis le souhait qu'une ville y soit établie.

## Culture
La ville de Pereira a été désignée, le 9 août, capitale de la Culture des Amériques de l'an 2001[réf. nécessaire] par un jury international à Mérida (Mexique), Capitale de la Culture des Amériques actuelle. En tout, 58 villes du continent américain se sont montrées intéressées à devenir la première capitale culturelle des Amériques du XXIe siècle.
L'initiative de la Capitale de la Culture des Amériques, instaurée et développée par l'Organisation internationale non gouvernementale (OING) Capitale de la Culture des Amériques avec la collaboration et l'appui de l'Organisation des États américains (OEA), vise à contribuer à une plus grande connaissance mutuelle entre les peuples de l'Amérique et à établir des ponts de coopération entre la culture de l'Amérique et celle des autres continents.
Le président de l'OING Capitale de la Culture des Amériques, M. Xavier Tudela, a lu le compte rendu du jury international, en ce mercredi 9 août, lors d'une cérémonie qui s'est déroulée à Mérida (Mexique), ville qui jouit pendant tout l'an 2000 du titre de capitale culturelle des Amériques. La résolution du jury indique que la ville de Pereira a été désignée Capitale de la Culture des Amériques 2001 pour les cinq raisons suivantes :
- elle a répondu à toutes les exigences du règlement du concours ;
- la société dans son ensemble a fourni un appui important au projet de capitale culturelle ;
- Pereira appartient à un pays (la Colombie) dont aucune ville n'avait jusqu'à présent obtenu le titre de capitale culturelle des Amériques ;
- le jury international qui a décerné à Pereira le titre de Capitale de la Culture des Amériques de l'an 2001 est convaincu qu'étant donné l'enthousiasme démontré lors de la préparation du projet de candidature, Pereira, et par extension le département de Risaralda et la Colombie tout entière, peuvent apporter à l'ensemble des 35 pays d'Amérique des propositions d'une portée continentale qui permettent une meilleure connaissance et une plus grande cohésion culturelles sur tout le continent ;
- enfin, le jury international considère que la nomination d'une ville colombienne au titre de capitale culturelle des Amériques est un nouveau défi et une nouvelle occasion pour que Pereira et la Colombie présentent au monde la volonté de construire un avenir dans la paix et la prospérité pour tous les citoyens.

Le 15 août, le président de l'OING Capitale de la Culture des Amériques, M. Xavier Tudela, et le maire de la communauté métropolitaine de Pereira, M. Luis Alberto Duque Torres, ont signé à Pereira l'Entente de nomination de cette ville au titre de Capitale de la Culture des Amériques de l'an 2001.
C'est aussi le 9 août que s'ouvre la période de présentation des candidatures au titre de Capitale de la Culture des Amériques de l'an 2002. Toute ville de plus de cent mille habitants de n'importe lequel des 35 pays du continent américain qui présente officiellement sa candidature dans les délais prescrits peut aspirer à devenir Capitale de la Culture des Amériques.
Pereira est le cadre de la série télévisée Sin Senos No Hay Paraíso (« Catalina » en VF sur Novelas TV).

## Personnalités liées à la municipalité
- Luz Marina Zuluaga (1938-2015) : Miss Univers 1958.
- Rubén Darío Gómez (1940-2010) : coureur cycliste mort à Pereira.
- César Gaviria (1947-) : ancien président de la république né à Pereira.
- José Santa (1970-) : footballeur né à Pereira.
- Catalina Castaño (1979-) : joueuse de tennis née à Pereira.
- Julián Rodas (1982-) : coureur cycliste né à Pereira.
- Santiago Giraldo (1987-) : joueur de tennis né à Pereira.
- José Izquierdo (1992-) : footballeur né à Pereira.
- Sofía Gómez Uribe (1992-) : plongeuse apnéiste née à Pereira.
- Juan Pablo Gallo (1979-) : politique né à Pereira.
- Lucas "Frango" Silva (1987-) : styliste né à Pereira.
- Kali Uchis (1994-) : chanteuse née à Pereira (information en contradiction avec le lien, à vérifier).

## Relations internationales

### Jumelage
La ville de Pereira est jumelée avec les villes suivantes :
- Barcelone, Espagne ;
- Gainesville (Floride), États-Unis ;
- Lisbonne, Portugal ;
- Montréal, Canada ;
- Oxford, Royaume-Uni ;
- Valence, Espagne ;
- Palma de Mallorca, Îles Baléares, Espagne ;
- Lyon, France ;
- Kiev, Ukraine ;
- Mérida, Yucatán, Mexique (17 avril 2000) ;
- Borovitchi, Russie.